# Васильева, Татьяна Григорьевна
Татья́на Григо́рьевна Васи́льева (при рождении — Ицыко́вич; род. 28 февраля 1947, Ленинград, СССР) — советская и российская актриса театра и кино, телеведущая; народная артистка Российской Федерации (1992).

## Биография

### Ранние годы
Родилась 28 февраля 1947 года в Ленинграде. Отец — Григорий Абрамович Ицыкович (1908—1970), уроженец Себежа Витебской губернии. Участник Великой Отечественной войны (на фронте с 1941 года), майор, служил агитатором политотдела 37-й стрелковой дивизии Красной армии. Кавалер ордена Красной Звезды (1943) и ордена Отечественной войны II степени (1944). После войны — слесарь-фрезеровщик на заводе, жил в Ленинграде. Мать — Мария Алексеевна Базлова (1909—1998). Родилась в Новой Деревне под Петербургом. Окончила экономический институт. У Татьяны есть старшая сестра Алла.
В 1969 году окончила актёрский факультет Школы-студии МХАТ в Москве по специальности «Актёр драматического театра и кино» (руководитель курса — Василий Петрович Марков).

### Карьера
В 1969—1983 годах — актриса Московского театра сатиры. Дебют в театре — роль комиссара в спектакле «У времени в плену» по пьесе Александра Штейна. В 1983—1992 годах — актриса Московского академического театра имени Владимира Маяковского. С 1996 года — актриса Московского театра «Школа современной пьесы». С 2015 года — ведущая актриса театра «Миллениум» под руководством Валерия Пономаренко в Москве.
Дебютом в кино стала роль Веры Овсянниковой в фильме «Всмотритесь в это лицо» (1972).
С 2012 по 2017 годы вела несколько телепрограмм на «Первом канале»: соведущая в телепроектах «Между нами, девочками»; «Дело ваше…»; «Модный приговор»; «Бабий бунт».
За долгие годы творческой деятельности актриса сыграла более девяноста ролей в фильмах и телесериалах.
Член Союза кинематографистов Российской Федерации, Российской академии кинематографических искусств.

### Личная жизнь
- Первый муж (1973[15]—1983) — Анатолий Александрович Васильев (род. 1946), актёр, народный артист РФ (1994). Свадьба состоялась в Брянске.
  - От этого брака родился сын Филипп (род. 1978), актёр.
- Второй муж (1983—1995[15]) — Георгий Хачатурович Мартиросян (род. 1948), актёр, заслуженный артист РФ (2004).
  - От этого брака родилась дочь Елизавета Георгиевна Мартиросян (род. 1986); окончила факультет журналистики РГГУ, затем поступила в МАРХИ (дизайн), снимается в кино[16].

Татьяна Васильева разведена.

## Творчество

### Театральные роли
Московский театр сатиры (1969—1983)
- «У времени в плену» А. П. Штейна — Комиссар
- «Баня» В. В. Маяковского — фосфорическая женщина
- «Обыкновенное чудо» Е. Л. Шварца — принцесса
- «Ревизор» Н. В. Гоголя — Марья Антоновна
- «Пеппи длинныйчулок» по А. Линдгрен — клоун Бук
- «Клоп» В. В. Маяковского — лунатичка
- «Горе от ума» А. С. Грибоедова — Софья
- «Ремонт» М. Рощина — Катя
- «Бег» М. А. Булгакова — Люська Корсакова
- «Её превосходительство» С. И. Алёшина — королева Анна
- «Гнездо Глухаря» В. С. Розова — Искра
- «Трёхгрошовая опера» Б. Брехта — Дженни-малина
- «Самоубийца» Н. Р. Эрдмана — Мария Лукьяновна

Московский академический театр имени Владимира Маяковского (1983—1992)
- «Бег» М. А. Булгакова — Люська
- «Да здравствует королева, виват!» Р. Болта — королева Елизавета Английская
- «Плоды просвещения» Л. Н. Толстого — Бетси
- «Круг» У. Моэма — Леди Китти
- «Завтра была война» Б. Л. Васильева — Полякова
- «Сюжет Питера Брейгеля» Т. Василенко — Мать
- «Закат» И. Э. Бабеля — мадам Холоденко

Независимый театральный проект
- 1999 — «Примадонна»[17] T. Макнелли — Мария Каллас
- 2002 — «Трактирщица»[18] по пьесе К. Гольдони — Мирандолина
- 2012 — «Вы не по адресу»[19] по пьесе М. Камолетти — Жоржетта

«Школа современной пьесы»
- «Антигона из Нью-Йорка» Я. Гловацкого — Анита
- «…С приветом, Дон Кихот» по М. Сервантесу и Л. Минкусу; режиссёр: И. Л. Райхельгауз — Дульсинея
- «Антон Чехов. Чайка»; режиссёр: И. Л. Райхельгауз — Аркадина
- «Борис Акунин. Чайка»; режиссёр: И. Л. Райхельгауз — Аркадина
- «Русское варенье» Л. Е. Улицкой — Наталья Ивановна
- «Бешеный хворост» Олега Маслова — Изверкова Зинаида Петровна, директор лицея для одарённых детей

Театр Антона Чехова
- «Вишнёвый сад», антрепризный спектакль по одноимённой пьесе А. П. Чехова — Любовь Андреевна Раневская, помещица
- «Там же, тогда же», антрепризный спектакль по пьесе Б. Слэйда — Дорис

«Конфедерация театральных союзов»
- «Орестея» Эсхила — Клитемнестра

Театральная компания «Арт-салон» (Москва)
- «Вид на море со шкафа» Г. О. Слуцки
- «13-я пуговица Наполеона» С. И. Гиргеля — Ольга Карловна

Театральное агентство «Арт-Партнёр XXI» (Москва)
- «Торговцы резиной» В. В. Шамирова — Бела Берло
- «Ботинки на толстой подошве» П. В. Гладилина (до 2003 года) — Плохова

Продюсерская компания Анатолия Воропаева (Москва)
- «Золото» Й. Бар-Йосефа (до 2001 года)
- «Бумеранг» по пьесе И. Жамиака «Мсье Амилькар платит» — Элеонора
- «Место, похожее на рай» А. А. Кирющенко — Ева
- «Второе дыхание» К. Андреева — Она
- «Белла, чао!» Э. Федотова — Белла
- «Валенок» М. Гаврана — Мила, жена
- «Розыгрыш» Г. О. Слуцки — Нелли Зайкина, известная певица

Театр «Миллениум» (Москва)
С 2015 года по настоящее время Татьяна Васильева является ведущей актрисой театра «Миллениум» под руководством Валерия Пономаренко в Москве и занята в спектаклях:
- «Он в Аргентине», комедия по пьесе Л. С. Петрушевской; режиссёр: Н. В. Чусова — Дина Евгеньевна
- «Ловушка для мужа / Поймай меня, если сможешь»; режиссёр: Н. В. Чусова — Даниэль / Люся
- «День сюрпризов», эксцентричная комедия по пьесе Валерия Мухарьямова; режиссёр: Владимир Устюгов —
- «Неисправимый лгун», комедия по пьесе хорватского драматурга М. Гаврана; режиссёр: Владимир Устюгов — психолог
- «Еврейское счастье», комедия по пьесе израильского драматурга Э. Кишона «Брачный договор» в переводе М. Д. Беленького; режиссёр: Н. В. Чусова —

Театральная компания «Маскарад» (Москва)
- 2013 (по настоящее время) — «Суп из канарейки» по пьесе Милоша Радовича; режиссёр: Р. С. Самгин — Елена

### Фильмография
1. 1970 — Офицер флота (телеспектакль по одноимённой пьесе А. А. Крона) — Катя
2. 1972 — Всмотритесь в это лицо — Вера Овсянникова
3. 1972 — Право на прыжок — Катя
4. 1972 — Четвёртый — Бэтси
5. 1974 — По страницам «Сатирикона» (экранизация рассказа А. С. Бухова «Неотвратимое») — Катерина Петровна
6. 1974 — «Домби и сын» — Лукреция Токс
7. 1975 — Возвращение — Поленька
8. 1975 — Здравствуйте, я ваша тётя! — Энни, возлюбленная мистера Уэйкема
9. 1976 — Как важно быть серьёзным — Гвендолен Ферфакс, дочь леди Брэкнелл
10. 1976 — 100 грамм для храбрости — Наташа, арфистка
11. 1976 — Марк Твен против… — Полли
12. 1977 — «Джентльмены, которым не повезло»
13. 1978 — Дуэнья — Доротея, воспитательница Инессы
14. 1979 — Добряки — Ираида
15. 1979 — Мнимый больной — Туанетта
16. 1980 — Адам женится на Еве — прокурор
17. 1980 — Альманах сатиры и юмора — «Змея», Марыськина
18. 1980 — Вечерний лабиринт — Элеонора Васильевна, секретарша
19. 1982 — Ревизор — Мария Антоновна
20. 1983 — Комический любовник, или Любовные затеи сэра Джона Фальстафа — Иезавель, служанка
21. 1984 — Пеппи Длинныйчулок — фрёкен Розенблюм
22. 1984 — Три процента риска — жена лётчика-испытателя
23. 1984 — Прежде, чем расстаться — Аня
24. 1984 — Сказки старого волшебника — злая колдунья
25. 1985 — Переступить черту — Анна Сергеевна Калязина, мошенница-экстрасенс
26. 1985 — Салон красоты — Офелия Сергеевна Журавлёва, ведущий мастер салона красоты
27. 1985 — Самая обаятельная и привлекательная — Сусанна, психолог-социолог на заводе бытовых кондиционеров, школьная подруга Нади Клюевой
28. 1985 — Хочу тебе сказать… (короткометражный) — мама Ларисы
29. 1986 — При открытых дверях — Екатерина Михайловна
30. 1986 — Путешествие мсье Перришона — Каролина Перришон
31. 1988 — Мудромер — Тамара Тимофеевна Папсуева
32. 1989 — Биндюжник и Король — Двойра, дочь Менделя Крика
33. 1989 — Романтик — Гера
34. 1990 — Дамский портной — Соня
35. 1990 — Моя морячка — Татьяна Пташук, аккордеонистка
36. 1991 — Блуждающие звёзды — мадам Черняк, актриса
37. 1991 — Болотная street, или Средство против секса — Лидия
38. 1991 — Гениальная идея — клиентка-лесбиянка
39. 1991 — Коктейль-мираж — Марина Михайловна
40. 1991 — Безумной страстью ты ко мне пылаешь — Шарлотта
41. 1991 — Красный остров — Екатерина Ивановна / леди Гленарван / Августа Менажраки, соседка / актриса
42. 1992 — Бабник 2 — Татьяна Ивановна
43. 1992 — Белый король, красная королева — Екатерина, бывшая сотрудница института марксизма-ленинизма
44. 1992 — Большой капкан, или Соло для кошки при полной Луне — Александра Васильевна, секретарша Замкового
45. 1992 — Дымъ — Суханчикова
46. 1992 — Наш американский Боря — Наташа
47. 1992 — Новый Одеон — дантист в немецком фильме / дама времён поручика Ржевского
48. 1992 — Увидеть Париж и умереть — Елена Орехова
49. 1993 — Заложники «Дьявола» — Ирина Евгеньевна Гринберг
50. 1993 — Кодекс бесчестия — Мария
51. 1993 — Скандал в нашем Клошгороде — Альфонсина
52. 1993 — Хочу в Америку — певица
53. 1994 — Будулай, которого не ждут — Тамила
54. 1994 — Вальсирующие наверняка — незнакомка
55. 1994 — Жених из Майами — Белла Моисеевна Шницкер, врач-венеролог
56. 1994 — Кофе с лимоном — Жанна
57. 1994 — Райские дети — Ева Салминен
58. 1995 — Чёрная вуаль — Августа Блюм, в девичестве Комаровская
59. 1996 — Возвращение «Броненосца» — Лизавета
60. 1997 — Цирк сгорел, и клоуны разбежались — Маргарита Александровна
61. 1999 — Ночной визит — Татьяна
62. 2002 — За кулисами — Наталья Брауде
63. 2003 — Рецепт колдуньи — колдунья
64. 2004 — Грехи отцов — Милада Скарбек
65. 2004 — 2005 — Осторожно, Задов! — Тамара, третья жена Задова
66. 2005 — Звезда эпохи — Фаина Георгиевна Раневская
67. 2005 — Любовь моя — Мария Сергеевна Райская, мать Анжелы
68. 2005 — Мальчишник, или Большой секс в маленьком городе — Татьяна
69. 2005 — Попса — Лариса Ивановна, музыкальный продюсер
70. 2005 — Сматывай удочки — бизнес-леди
71. 2006 — Виртуальный роман — Алла Константиновна
72. 2006 — 2007 — Иван Подушкин. Джентльмен сыска — Элеонора
73. 2006 — Три полуграции — Берта Моисеевна, мама Сони
74. 2006 — Трое сверху — Инна Павловна, супруга Семёна Кузьмича
75. 2007 — Белка в колесе — Маргарита Юрьевна, мать Петра
76. 2007 — В ожидании чуда — Рената Генриховна, начальница Майи
77. 2007 — Личная жизнь доктора Селивановой — Эльвира Сергеевна Серебрякова, главврач
78. 2008 — Всё могут короли — мадам Бонбастен, старшая фрейлина
79. 2008 — Гуманоиды в Королёве — Елена Бабина, профессор антропологии
80. 2008 — Непрощённые — Алиса, бандерша
81. 2008 — Одинокий ангел — Белла Сергеевна
82. 2008 — Привет, киндер! — Капитолина Андреевна, бабушка Леры и Дениса
83. 2008 — Сердцеедки — Алла Борисовна
84. 2008 — Тариф «Новогодний» — продавец в салоне мобильной связи
85. 2009 — Неуд по любви (не был завершён) — мама Саши
86. 2010 — 2014 — Земский доктор — Вероника, подруга Натальи Георгиевны
87. 2011 — Если небо молчит — Илона Робаровская
88. 2011 — Дед Мороз всегда звонит трижды — Анна Сергеевна, мать Ирины, тёща Константина и бабушка Антошки
89. 2011 — 2012 — Закрытая школа — Галина Васильевна Смирнова, заместитель директора школы по хозяйственной части
90. 2012 — Сваты 6 — Виктория Викторовна, мама Ларисы
91. 2012 — Человек-приманка — Маргарита Железняк
92. 2012 — С новым годом, мамы! — Светлана Петровна, завуч, мать Ивана Рыжикова
93. 2013 — Дело чести — Нина Георгиевна
94. 2013 — Второй шанс — мать Вики
95. 2014 — Сватьи — Любовь Дмитриевна Стрельцова
96. 2015 — Идеальная жертва — Надежда Николаевна, мать Игоря
97. 2015 — Тайна кумира — Роза Карловна
98. 2016 — Сквозь пальцы (короткометражный)
99. 2016 — Пятая стража 3. Схватка (серия № 181 «С днём рождения!») — ведьма-уборщица
100. 2017 — Семейка Триллера (не был завершён)
101. 2018 — 2020 — Ольга — Тамара Васильевна Терентьева, мать Ольги
102. 2018 — Пилигрим — психотерапевт
103. 2023 — Загадай любовь — Римма Павловна Калистратова, директор

### Озвучивание
Фильмы
1. 1972 — Скромное обаяние буржуазии — Алиса Сенешаль
2. 2007 — Зачарованная — королева-ведьма Нарисса
3. 2011 — Мой парень из зоопарка — львица Джанет

Мультфильмы и мультсериалы
1. 1974 — Федорино горе — Федора (в титрах не указана)
2. 1978 — Жирафа и очки — Жирафа
3. 1979 — Волшебное кольцо — Ульянка
4. 1981 — Алиса в Стране чудес — Червонная королева
5. 1982 — Алиса в Зазеркалье — Чёрная королева
6. 1983 — Самый маленький гном (выпуск № 4) — Лиса
7. 1987 — Смех и горе у Бела моря — Ульяна
8. 1994—2004 — Иван и Митрофан — кошка Кора
9. 2018—н. в. — Простоквашино — няня Маргарита Егоровна

### Телевидение
«Первый канал»
- С 4 июня по 31 августа 2012 года — соведущая телепроекта «Между нами, девочками»[7][8]
- С 1 апреля по 30 мая 2014 года — соведущая телепроекта «Дело ваше…»[9][10]
- С 22 июня по 27 июня 2017 года — защитник в телепередаче «Модный приговор»[11]
- С 27 ноября по 5 декабря 2017 года — соведущая телепроекта «Бабий бунт»[12][13]

Реклама
- Крем «Бурёнка»[20]

## Общественная позиция
Выступала с заявлениями против Алексея Навального, называв его «американским или немецким шпионом».
Поддержала вторжение России на Украину. Осудила актёров с антивоенной позицией и уехавших деятелей культуры, так заявила что Чулпан Хаматова «поступила как свинья, наевшись желудя досыта». По собственным словам, написала донос на художественного руководителя «Школы современной пьесы» Иосифа Райхельгауза из-за его антивоенных высказываний.

## Награды
Государственные награды:
- «Заслуженная артистка РСФСР» (27 марта 1981 года)
- «Народная артистка Российской Федерации» (25 июня 1992 года) — за большие заслуги в области театрального искусства[26]
- Орден Почёта (12 апреля 2013 года) — за большие заслуги в развитии отечественной культуры и искусства, многолетнюю плодотворную деятельность[27]
- Орден Дружбы (11 февраля 2023 года) — за вклад в развитие отечественной культуры и искусства, многолетнюю плодотворную деятельность[28]

Другие награды, премии, поощрения и общественное признание:
- «Ника» в номинации «Лучшая актриса» (1992) — за роль Елены Ореховой в фильме «Увидеть Париж и умереть»[5]
- приз за «Лучшую женскую роль» на открытом российском кинофестивале «Кинотавр» (1993) — за роль Елены Ореховой в фильме «Увидеть Париж и умереть»[5]
- премия «Кумир» в номинации «Лучшая актриса» (1997) — за роль Дульсинеи в спектакле «С приветом, Дон Кихот!»
- Номинация на «Золотой овен» «Лучшая женская роль» (2005) — за роль Ларисы Ивановны в фильме «Попса»
- названа «Лучшей исполнительницей женской роли в художественном фильме / телесериале» в категории «Киноитоги 2011 года (2012). Лица» по итогам завершившегося 6 января 2012 года зрительского голосования на сайте радиостанции «Эхо Москвы» — за роль Галины Смирновой в телесериале «Закрытая школа»[29]
- Почётная грамота президента Российской Федерации (12 декабря 2017 года) — за заслуги в развитии отечественной культуры и искусства, многолетнюю плодотворную деятельность[30]

## Документальные фильмы и телепередачи
- «Татьяна Васильева. „Мой серебряный шар“» («Культура», 2007)[31]
- «Татьяна Васильева. „Я умею держать удар“» («Первый канал», 2012)[32]
- «„Частная история“: Татьяна Васильева» («Москва Доверие», 2012)[33]
- «Татьяна Васильева. „У меня ангельский характер“» («ТВ Центр», 2012)[34]
- «Татьяна Васильева. „Кошка на раскалённой крыше“» («Первый канал», 2017)[35][36]
- «Татьяна Васильева. „Раскрывая тайны звёзд“» («Москва 24», 2021)[37]
- «Татьяна Васильева. „В главной роли“» («Москва 24», 2021)[38]
- «Татьяна Васильева. „Я сражаю наповал“» («ТВ Центр», 2022)[39]
- «„Тайны кино“: Татьяна Васильева» («Москва Доверие», 2022)[40]

### Дубляж
- 2004-2023 — Свинка Пеппа — Щенок Дэнни (1-2 сезоны) / Джордж (1-2 сезоны) / Доктор Хомяк (3-4 сезоны)